# Campionati del mondo di atletica leggera indoor 2016 - Staffetta 4×400 metri maschile
La staffetta 4×400 metri maschile ha visto alla partenza 7 squadre, divise in 2 batterie. Le batterie si sono tenute il 19 marzo, mentre la finale il giorno seguente.

## Risultati

### Batterie
Si qualificano alla finale i primi 2 squadre da ogni batteria più i migliori 2 tempi.
| Pos | Bat | Nazione           | Atleti                                                                 | Tempo   | Note  |
| --- | --- | ----------------- | ---------------------------------------------------------------------- | ------- | ----- |
| 1   | 2   | Stati Uniti       | Elvyonn Bailey, Calvin Smith Jr., Christopher Giesting, Patrick Feeney | 3:05.41 | Q     |
| 2   | 2   | Giamaica          | Ricardo Chambers, Dane Hyatt, Demish Gaye, Nathon Allen                | 3:07.30 | Q, SB |
| 3   | 1   | Belgio            | Dylan Borlée, Jonathan Borlée, Robin Vanderbemden, Kévin Borlée        | 3:07.39 | Q, SB |
| 4   | 1   | Bahamas           | Michael Mathieu, Shavez Hart, Ashley Riley, Chris Brown                | 3:07.55 | Q, SB |
| 5   | 1   | Trinidad e Tobago | Rondel Sorrillo, Jarrin Solomon, Ade Alleyne-Forte, Machel Cedenio     | 3:07.83 | q, SB |
| 6   | 2   | Nigeria           | Chidi Okezie, Noah Akwu, Abiola Onakoya, Isah Salihu                   | 3:07.98 | q, SB |
| 7   | 1   | Sudafrica         | Thapelo Phora, Ofentse Mogawane, Jon Seeliger, Shaun de Jager          | 3:08.45 | NR    |

### Finale
The race started on March 20 at 14:50.
| Pos | Nazione           | Atleti                                                                | Tempo   | Note |
| --- | ----------------- | --------------------------------------------------------------------- | ------- | ---- |
| 1   | Stati Uniti       | Kyle Clemons, Calvin Smith Jr., Christopher Giesting, Vernon Norwood  | 3:02.45 | WL   |
| 2   | Bahamas           | Michael Mathieu, Alonzo Russell, Shavez Hart, Chris Brown             | 3:04.75 | NR   |
| 3   | Trinidad e Tobago | Jarrin Solomon, Lalonde Gordon, Ade Alleyne-Forte, Deon Lendore       | 3:05.51 | NR   |
| 4   | Giamaica          | Ricardo Chambers, Dane Hyatt, Demish Gaye, Fitzroy Dunkley            | 3:06.02 | SB   |
| 5   | Nigeria           | Noah Akwu, Chidi Okezie, Abiola Onakoya, Samson Oghenewegba Nathaniel | 3:08.55 |      |
| 6   | Belgio            | Dylan Borlée, Jonathan Borlée, Robin Vanderbemden, Kévin Borlée       | 3:09.71 |      |